# Pontifícia Universidade Católica do Peru
A Pontifícia Universidade Católica do Peru (sigla: PUCP, em castelhano:  Pontificia Universidad Católica del Perú) é uma das maiores universidades privadas do Peru e está localizada na cidade de Lima. Foi fundada em 24 de março de 1917 pelo Padre Jorge Dintilhac da Congregação dos Sagrados Corações de Jesus e Maria como a "Universidade Católica do Peru", sendo oficialmente reconhecida nessa mesma data, tornando-a a universidade privada mais antiga do país. Inicialmente trabalhou no Colégio Sagrados Corazones Recoleta, localizado na Plaza Francia. Em 30 de setembro de 1942, recebeu o título de "Pontifícia" da Santa Sé. Em 1949, foi estabelecido que, pelo primado dos valores espirituais, a universidade teria a categoria e autonomia da Universidade Nacional.
Devido a uma disputa entre esta universidade e a Santa Sé, sobre a aprovação dos estatutos universitários, em 21 de julho de 2012, a Santa Sé, por meio de um decreto, proibiu a universidade de usar os termos "Pontifício" e "católico" em seu nome (o primeiro desses títulos é conferido pela Santa Sé e o segundo, pelo arcebispo local). No final de 2012, o cardeal-arcebispo Juan Luis Cipriani Thorne, então Grão-Chanceler, retirou o mandato canônico para o ensino de Teologia Católica na Universidade, considerando que não cumpria a fidelidade doutrinal mínima que a Santa Sé requer para tanto, apesar da Universidade continuar a usar os títulos de Pontifícia e Católica, por serem marcas legalmente registradas no Peru. Esses títulos foram devolvidos a ele em novembro de 2016, ao mesmo tempo em que o cargo de Grão-Chanceler foi separado da Arquidiocese de Lima.

## Faculdades, Escolas e Institutos
| Pregrado | Pregrado |
| --- | --- |
| Facultad de Ciencias e Ingeniería | - Física - Matemática - Química - Estatística - Engenharia Biomédica (em convênio com a Universidad Peruana Cayetano Heredia) - Engenharia Civil - Engenharia Eletrônica - Engenharia Geológica - Engenharia Industrial - Engenharia de Informática - Engenharia Mecânica - Engenharia Mecatrônica - Engenharia de Minas - Engenharia de Telecomunicações |
| Facultad de Derecho | - Direito |
| Facultad de Gestión y Alta Dirección | - Gestão |
| Facultad de Ciencias Contables | - Contabilidade |
| Facultad de Ciencias Sociales | - Antropologia - Economia - Finanças - Relações Internacionais - Sociologia - Ciência Política e Governo |
| Facultad de Ciencias y Artes de la Comunicación | - Comunicação Audiovisual - Comunicação para o Desenvolvimento - Jornalismo - Publicidade |
| Facultad de Letras y Ciencias Humanas | - Arqueologia - Ciências da Informação - Filosofia - Geografia e Meio Ambiente - História - Linguística e Literatura - Humanidades |
| Facultad de Psicología | - Psicología |
| Facultad de Arte y Diseño | - Design gráfico - Desenho Industrial - Escultura - Gravura - Pintura - Arte, moda e design têxtil - Educação Artística (bacharelado) |
| Facultad de Artes Escénicas | - Dança - Teatro - Música - Criação e produção cênica |
| Facultad de Educación | - Educação Inicial - Educação Primária - Educação Secundária |
| Facultad de Arquitectura y Urbanismo | - Arquitetura |
| Mestrado | |
| CENTRUM (Administración) | - Global MBA (CENTRUM Católica) - MBA Calgary (CENTRUM Católica) - MBA Gerencial (CENTRUM Católica) - MBA Internacional (CENTRUM Católica) - MBA Tiempo Completo (CENTRUM Católica) - MBA Virtual (CENTRUM Católica) |
| Ciencias Básicas y Aplicadas | - Informática - Estatística - Física - Física Aplicada - Química - Matemática - Matemática Aplicadas |
| Ciencias y Artes de la Comunicación | - Comunicação - Comunicação na Saúde |
| Direito | - Direito Bancário e Financeiro - Direito Civil - Direito Constitucional - Direito Empresarial - Direito Empresarial com Especialidade em Regulação de Negócios - Direito Empresarial com Especialidade em Gestão Empresarial - Direito de Propriedade Intelectual - Direito Trabalhista e de Seguridade Social - Direito Internacional Econômico - Direito Penal - Direito com menção em Política Jurisdicional - Direito com menção em Política Jurisdicional - Especialidade em Gestão e Política Judicial - Direito Processual - Direito Tributário |
| Ciencias Sociales | - Antropologia - Antropologia Visual - Ciência Política e Governo - Economia - Políticas Educativas - Sociologia |
| Educación | - Educação - Educação com menção em Dificuldades de Aprendizagem - Ensino de Matemática - Fonoaudiologia |
| Humanidades | - Estudos Teóricos em Psicoanálises - Filosofia - História - Linguística - Literatura Hispano-americana - Psicologia Comunitária para Saúde Mental ou Intervenção em Desastres - Psicologia Clínica da Saúde |
| Ingeniería | - Engenharia Biomédica - Engenharia Civil - Engenharia de Controle e Automatização - Engenharia e Ciências dos Materiais - Engenharia Mecânica - Engenharia Industrial - Engenharia de Soldagem |
| Estudios Andinos | - Antropologia com menção em Estudos Andinos - Arqueologia com menção em Estudos Andinos - História com menção em Estudos Andinos - Linguística com menção em Estudos Andinos |
| Interdisciplinarias | - Antropologia Forense e Bioarqueologia - Direitos Humanos - Desenvolvimento Ambiental - Estudos Culturais - Gerência Social - Gestão e Política da Inovação e Tecnologia - Regulação dos Serviços Públicos - Relações Laborais |
| Doutorados | |
| - Antropologia - Antropologia, Arqueologia, História e Lingüística Andinas - Ciências Política e Gobierno - Direito - Economia - Filosofia - Física - Engenharia - Gerencial DBA (CENTRUM Católica) - Matemática - Psicologia | |

## DoutoresHonoris Causa
A lista a seguir inclui alguns dos personagens a quem a Universidade Católica concedeu esta distinção:
- Jorge Luis Borges
- Paul A. Samuelson
- Joseph Ratzinger
- Juan Landázuri Ricketts
- Javier Pérez de Cuéllar
- Eugenio Coseriu
- Carlo Rubbia
- Juan Somavía
- Mario J. Molina
- Miguel León Portilla
- Rafael Moneo
- Óscar Rodríguez Maradiaga
- Fernando de Szyszlo
- Ricardo Blume
- Oliver Sacks
- Jutta Limbach
- Jesús Martín-Barbero
- Serge Gruzinski
- Alain Touraine
- Mario Vargas Llosa
- Edgar Morin
- Colin Renfrew
- Julio Cotler